# John Broadus Watson
John Broadus Watson   (Greenville, 9 de gener de 1878 - Nova York, 25 de setembre de 1958) va ser un psicòleg nord-americà que va popularitzar la teoria científica del conductisme, establint-la com una escola psicològica. Watson va avançar aquest canvi en la disciplina psicològica a través del seu discurs de 1913 a la Universitat de Colúmbia, titulat Psychology as the Behaviorist Views It. Mitjançant el seu enfocament conductista, Watson va dur a terme investigacions sobre el comportament animal, la criança dels fills i la publicitat, així com el controvertit experiment Petit Albert i l'experiment de Kerplunk. També va ser l'editor de Psychological Review de 1910 a 1915. Una enquesta Review of General Psychology, publicada el 2002, va classificar Watson com el 17è psicòleg més citat del segle xx.

## Biografia

### Joventut
Watson va néixer a Carolina del Sud el 9 de gener de 1878. Watson era fill de Pickens Butler i Emma Kesiah Watson. El seu pare, que era alcohòlic, va deixar la seva família a càrrec de dues dones índies quan Watson tenia 13 anys, un fet que Watson no perdonaria mai. La seva mare, Emma Watson, nascuda Roe, era una dona molt religiosa que obeïa les prohibicions contra l'alcohol, fumar i ballar. Va decidir posar John al seu fill en honor a un ministre baptista destacat, amb l'esperança que l'ajudés a rebre la crida per predicar l'Evangeli. Va criar el seu fill mitjançant una dura formació religiosa que més tard li faria rebutjar qualsevol mena de religió i convertir-se en ateu.
Per intentar escapar de la pobresa la mare de Watson va vendre la seva granja i va portar Watson a Greenville, Carolina del Sud, perquè tingués millors oportunitats per a ser un home d'èxit. Passar de viure en una població rural i aïllada a una gran ciutat com Greenville va ajudar Watson a donar-li l'oportunitat de conèixer diferents tipus de persones, fet que el va ajudar a desenvolupar les seves idees en psicologia. Tanmateix, la transició inicial seria una lluita per a Watson, a causa de les seves limitades habilitats socials.

### Família
Watson es va casar amb Mary Ickes, germana del polític Harold L. Ickes, mentre estava a l'escola de postgrau. Van tenir dos fills, també anomenats John i Mary Ickes Watson, el darrer dels quals va intentar suïcidar-se més tard en la vida. La jove Mary i el seu marit, Paul Hartley, van tenir una filla, Mariette Hartley, una actriu que patia problemes psicològics que ella va atribuir a la seva criança segons les teories del seu avi.
Més tard, l'esposa de Watson va demanar el divorci a causa de la seva relació amb una estudiant, Rosalie Rayner (1898–1935). En buscar l'habitació de Rayner, Mary va descobrir cartes d'amor de Watson. L'afer es va convertir en una notícia de primera plana a Baltimore. La publicitat va fer que la Universitat Johns Hopkins demanés a Watson que dimitís del seu càrrec de professor l'octubre de 1920.
El 1920, després de la finalització del divorci, Watson i Rayner es van casar a Nova Jersey, i van tenir dos fills, William Rayner Watson (1921) i James Broadus Watson (1924), que es van criar amb els principis conductistes que John va defensar al llarg del temps. la seva carrera. La parella va romandre junts fins a la mort de Rayner als 36 anys el 1935. Igual que la seva germanastra, els dos fills van intentar suïcidar-se més tard, i el mateix William es va suïcidar el 1954.

### Darrers anys
Watson va cremar les seves cartes i papers personals, privant així els historiadors d'un recurs per entendre la història primerenca del conductisme i del mateix Watson.
L'historiador John Burnham va entrevistar Watson al final de la seva vida, presentant-lo com un home d'opinions fortes i una certa amargura cap als seus detractors. El 1957, poc abans de la seva mort, Watson va rebre una medalla d'or de l'Associació Americana de Psicologia per les seves contribucions a la psicologia.
Watson va viure a la seva granja fins a la seva mort el 1958 als 80 anys. Va ser enterrat al cementiri de Willowbrook, Westport, Connecticut.

## Educació
Malgrat el seu baix rendiment acadèmic i haver estat arrestat dues vegades mentre cursava secundària (primer per barallar-se, després per llançar armes de foc dins dels límits de la ciutat), Watson va poder utilitzar les connexions de la seva mare per obtenir l'admissió a la Universitat Furman de Greenville als 16 anys. Allà, va completar uns quants cursos de psicologia, encara que mai no va destacar. També es consideraria un estudiant econòmicament pobre, que va ocupar algunes feines al campus per pagar les seves despeses universitàries. Altres el consideraven tranquil, mandrós i insubordinat i, com a tal, continuava veient-se com a "antisocial", fent pocs amics. No obstant això, sent un estudiant precoç, Watson va deixar la Universitat de Furman amb un màster als 21 anys.
Després de graduar-se, Watson va passar un any a l'Institut Batesburg, el nom que va donar a una escola d'una sola habitació a Greenville, de la qual va ser director, conserge i manetes. Watson va entrar a la Universitat de Chicago després de demanar-ho al president de la Universitat. L'èxit de la petició seria fonamental per al seu ascens al món de la psicologia, ja que la seva experiència universitària el va presentar a professors i col·legues que serien fonamentals per al seu èxit en el desenvolupament de la psicologia en un camp d'estudi creïble. Watson va començar a estudiar filosofia amb John Dewey per recomanació del professor de Furman, Gordon Moore. La influència combinada de Dewey, James Rowland Angell, Henry Herbert Donaldson i Jacques Loeb, va portar Watson a desenvolupar un enfocament molt descriptiu i objectiu de l'anàlisi del comportament, un enfocament que més tard anomenaria conductisme. Volent fer la psicologia més científicament acceptable, Watson va pensar en l'enfocament com una declaració de fe, basant-se en la idea que una metodologia podria transformar la psicologia en una disciplina científica. Més tard, Watson es va interessar per l'obra d'⁣Ivan Pavlov (1849–1936), i finalment va incloure una versió molt simplificada dels principis de Pavlov a les seves obres populars.

### Tesi
Watson va obtenir el seu doctorat a la Universitat de Chicago el 1903. En la seva tesi, "Educació animal", va descriure la relació entre la mielinització del cervell i la capacitat d'aprenentatge en rates a diferents edats. Watson va demostrar que el grau de mielinització estava en gran part relacionat amb la capacitat d'aprenentatge. Watson es va quedar a la Universitat de Chicago durant cinc anys fent investigacions sobre la relació entre l'entrada sensorial i l'aprenentatge. Va descobrir que el sentit cinestèsic controlava el comportament de les rates mentre corrien en laberints. El 1908, a Watson se li va oferir i va acceptar un lloc de professor a la Universitat Johns Hopkins i va ser ascendit immediatament a president del departament de psicologia.

## Conductisme
Watson va assegurar que podia emmotllar a qualsevol infant humà i, aplicant tècniques del comportament, crear qualsevol classe de persona ("captaire, lladre"). Naturalment, Watson, va acabar admetent que tal comesa estava lluny del que realment podia aconseguir, ja que psicòlegs anteriors a ell ho havien intentat durant dècades.
No obstant això, Watson desenvolupà el conductisme, que avui dia constitueix una de les escoles psicològiques més importants i suposa la base metodològica de moltes teràpies de gran efectivitat.
Amb el seu conductisme, Watson posà l'èmfasi en el comportament extern de les persones i les seves reaccions en determinades situacions, més que en l'estat intern i mental d'aquestes.
Opinava que l'anàlisi del comportament i les reaccions eren l'únic mètode objectiu per a aconseguir la penetració en les accions humanes.
Watson quedà immortalitzat en els llibres de psicologia pels seus experiments i per haver demostrat les seves teories sobre el condicionament amb un infant anomenat el Petit Albert, un nen de 9 mesos d'edat. L'experiment tenia l'objectiu de demostrar que el condicionament funcionava i utilitzà l'Albert per a fomentar-li por a les rates. L'experiment consistia a ensenyar al nen una rata estímul neutre i a continuació s'emetia un so desagradable que provocava la por estímul condicionat fins que finalment, l'Albert substituí l'estímul neutre pel condicionat, adquirint por a les rates. Aquest tipus d'experiments van obrir el debat sobre l'ètica a l'hora d'experimentar amb éssers humans.

## Enllaços Relacionats
- El Naixement del Behaviorisme: Tot És Condicionament per Ramon Alcoberro i Pericay
- Psicologia
- Història de la psicologia